# 1998年の映画
1998年の映画（1998ねんのえいが）では、1998年（平成10年）の映画分野の動向についてまとめる。
1997年の映画 - 1998年の映画 - 1999年の映画

## 出来事

### 世界
- 2月23日 - 『タイタニック』（ジェームズ・キャメロン監督）が全世界興収9億1400万ドルを突破、歴代第1位（最終的には18億4320万ドル）となる[1]。
- 5月20日 - 『GODZILLA』（ローランド・エメリッヒ監督）全米公開、大ヒット[2]。
- 9月8日 - 『愛を乞うひと』（平山秀幸監督）、第22回モントリオール映画祭国際批評家連盟賞受賞[2]。
- 10月20日 - 韓国、日本大衆文化段階的開放計画の第1弾として、一部の日本映画、漫画本などの解禁を発表[2]。
- 12月5日 - 韓国で北野武監督『HANA-BI』が、一般映画館での日本映画初公開作品として、韓国内35館で上映[2]。

### 日本
- 1月
  - 東宝、平成9年度(1-12月)の映画営業部門の年間配収193億7000万円で、歴代新記録および国内年間配収新記録達成[1]。
  - 1月1日 - 有楽町スバル座、年間興収4億952万6100円で新記録達成[1]。
  - 1月18日 - 東京宝塚ビル再開発のため、64年の歴史を有するスカラ座は『エアフォース・ワン』（ウォルフガング・ペーターゼン監督）をもってフィナーレ、2000年12月まで休館[1][注 1]。
  - 1月19日 - 松竹、新社長に大谷信義就任[1]。奥山融社長、奥山和由専務を解任[1]。
- 2月
  - 2月1日 - 東宝東和が東和映画を吸収合併。存続会社は東宝東和、東和映画は解散[2]。
  - 2月2日 - 文化庁、コンピューターグラフィックス、アニメなど新分野の芸術作品を対象に創設した第1回メディア芸術祭開催[1]。アニメ部門大賞に『もののけ姫』（宮崎駿監督）[1]。
- 3月
  - 3月25日 - 松竹シネマークシアターズ、同社の株式をすべて松竹が買い取り、松竹とシネマークインターナショナル社の合弁契約解消[1]。社名を「松竹マルチプレックスシアターズ」と改称[1]。
  - 3月30日 - 日活、映像作品の企画製作を主とした新会社「チームオクヤマ」設立[1]。
- 4月
  - 4月1日 - 住友商事の子会社アスミックと角川書店の子会社エースピクチャーズが対等合併し、「アスミック・エースエンタテインメント」設立[1]。
  - 4月6日 - 松竹、大谷信義社長がグループ全社員に再建への決意表明し、協力要請[1]。
  - 4月23日 - 東映衛星放送設立[2]。
  - 4月24日 - 映倫維持委員会、映画倫理規程、審査基準を改訂し、新レイティング発表[2]。成人映画は「R-18」、一般映画制限付(R)は「R-15」、12歳未満の年少者は親・保護者の指導助言が必要で同伴が望ましい「PG-12」を新たに設定、「一般」と合わせて4段階となる[2]。
  - 4月25日 - 東急レクリエーション第1号シネコン、横浜市・109シネマズ港北開場[2]。
- 6月
  - 6月1日 - GAGA、映画商品ファンド販売開始[2]。
  - 6月6日 - 横浜市、ミニシアターのシネマ・ベティで『南京1937』（呉子牛監督）の初日上映中に右翼団体構成員がスクリーンを切り上映中止に[2]。日本映画監督協会、上映妨害事件に対し抗議声明を発表する[2]。
  - 6月13日 - 東京都渋谷区のシネマライズにて『ムトゥ 踊るマハラジャ』の公開スタート。2時間半近くある長丁場にもかかわらず異例の大ヒットとなる[要出典]。
- 7月
  - 7月10日 - 大阪・北野劇場で上映の『タイタニック』（ジェームズ・キャメロン監督）が1館での興行収入では国内外でも例を見ない新記録樹立[2]。上映期間19週(203日)で入場人貝59万5554人、興行収入10億5505万5000円を記録[2]。日計興収200万円以上連続203日、日計興収300万円以上通算201日[2]。
  - 7月11日
    - 『GODZILLA』（ローランド・エメリッヒ監督）公開、大ヒット[2]。
    - 名鉄東宝劇場分割改装工事竣工[2]。名鉄東宝1・2新装開場[2]。

  - 7月13日 - 映画『スウィートホーム』の黒沢清監督（原告）が著作権侵害ほかで伊丹プロ・東宝（被告）を相手に賠償などを求めた訴訟の控訴審で東京高裁は一審を支持、原告側の請求を棄却[2]。
  - 7月18日 - 劇場版「ポケットモンスター」シリーズ第1作、『劇場版ポケットモンスター ミュウツーの逆襲』/『ピカチュウのなつやすみ』がニュー東宝シネマ1ほか東宝洋画系で公開、大ヒット[2]。
  - 7月31日 - 東芝、ワーナー・ブラザース、日本テレビの3社が出資、トワーニ設立[2]。
- 8月
  - 8月19日 - 西友、シネセゾンの清算を発表[2]。
  - 8月31日 - 大阪・東宝敷島劇場、東宝敷島シネマ、再開発のため休館[2]。
- 9月
  - 9月6日 - 映画監督・黒澤明死去、享年88[2]。9月13日、「黒澤監督・お別れの会」を黒澤フィルムスタジオにて、黒澤プロダクション・黒澤フィルムスタジオ・東宝の3社で共催[2]。従三位銀杯、10月1日には国民栄誉賞追贈[2]。
  - 9月8日 - 松竹、大谷信義社長、迫本淳一副社長が社員・関係会社役員に「再建3か年の骨子」を説明[2]。
  - 9月22日 - 東宝・藤本真澄ゆかりの名画座銀座並木座閉館、45年の歴史に幕[2]。
- 10月
  - 10月1日 - 東映動画が「東映アニメーション」と改称[2]。
  - 10月23日 - HEP NAVIO（旧・ナビオ阪急）リニューアルオープン、7階にナビオシネ4・5新装開場[2]。
  - 10月24日 - 東京国際映画祭の協賛企画「英国映画祭」開催(11月8日まで)[2]。
  - 10月31日
    - 『踊る大捜査線 THE MOVIE』（本広克行監督）公開、初回上映前に東京・有楽町マリオンの劇場開場以来最高の3200人が列を作るなど大ヒット[2][3]。
    - 第11回東京国際映画祭開催（11月8日まで）[2]。従来の入場者数の記録を更新[2]。
    - 東京・新宿文化ビルに、新宿文化シネマ4開場[2]。
- 11月
  - 11月11日 - 映画評論家・淀川長治死去[2]。
  - 11月23日 - 日活向島撮影所跡地に「近代映画発祥の地」建碑[2]。
- 12月
  - 近畿映画劇場が「きんえい」と改称[4]。大阪・アポロシネマ8開場[4]。
  - 12月5日 - 東宝グループ初となるシネマコンプレックス、福井県・鯖江シネマ7開場[2]。
  - 12月12日 - 『アルマゲドン』（マイケル・ベイ監督）公開、大ヒット[2][5]。
  - 12月15日 - 松竹、業績不振により鎌倉シネマワールドを閉鎖[2][注 2]。
  - 12月22日 - 松竹、本社を東劇ビルに移転し、業務開始[2]。
  - 12月30日 - 映画監督・木下惠介死去[2]。銀杯追贈[2]。

## 周年
- 創立75周年
  - ウォルト・ディズニー・カンパニー

## 日本の映画興行
- 入場料金（大人）
  - 1,800円[6]
  - 1,825円（統計局『小売物価統計調査（動向編） 調査結果』[7] 銘柄符号 9341「映画観覧料」）[8]
- 入場者数 1億5310万人[9]
- 興行収入 1934億9900万円[9]

| 配給会社 | 配給本数 | 年間配給収入  | 概要 |
| 配給会社 | 配給本数 | 前年対比      | 概要 |
| -------- | -------- | ------------- | --- |
| 松竹     | 24       | 31億1258万円  | 奥山和由専務解任に伴うシネマジャパネスクの見直し、それに伴う製作・配給本数減。配給収入5.1億円の『釣りバカ日誌10』が松竹の最高稼働番組。『男はつらいよ』シリーズ終了後、配給収入10億円の大台を突破する作品がない。 |
| 松竹     | 24       | 91.4%         | 奥山和由専務解任に伴うシネマジャパネスクの見直し、それに伴う製作・配給本数減。配給収入5.1億円の『釣りバカ日誌10』が松竹の最高稼働番組。『男はつらいよ』シリーズ終了後、配給収入10億円の大台を突破する作品がない。 |
| 東宝     | 18       | 187億4106万円 | 14年連続の年間配給収入100億円突破。『もののけ姫』のような超ヒット番組がないにもかかわらず、年間配給収入は約6.3億円ダウンに収まった。『踊る大捜査線 THE MOVIE』（53億円）、『劇場版ポケットモンスター ミュウツーの逆襲』（41.5億円）、『GODZILLA』（30億円）、『ドラえもん のび太の南海大冒険』（21億円）など8番組が配給収入10億円をクリアした。 |
| 東宝     | 18       | 96.8%         | 14年連続の年間配給収入100億円突破。『もののけ姫』のような超ヒット番組がないにもかかわらず、年間配給収入は約6.3億円ダウンに収まった。『踊る大捜査線 THE MOVIE』（53億円）、『劇場版ポケットモンスター ミュウツーの逆襲』（41.5億円）、『GODZILLA』（30億円）、『ドラえもん のび太の南海大冒険』（21億円）など8番組が配給収入10億円をクリアした。 |
| 東映     | 23       | 56億7181万円  | 配給収入10億円の大台を突破したのはアスミック・エースとの共同配給の『不夜城』（11億円）と大量前売り動員の『プライド・運命の瞬間』（11億円）の2番組のみ。3大稼動期の正月・春休み・夏休みにヒット作品がない。 |
| 東映     | 23       | 70.8%         | 配給収入10億円の大台を突破したのはアスミック・エースとの共同配給の『不夜城』（11億円）と大量前売り動員の『プライド・運命の瞬間』（11億円）の2番組のみ。3大稼動期の正月・春休み・夏休みにヒット作品がない。 |

出典: 「1998年日本映画・外国映画業界総決算 日本映画」『キネマ旬報』1999年（平成11年）2月下旬号、キネマ旬報社、1999年、174 - 176頁。

## 各国ランキング

### 日本配給収入ランキング
| 順位 | 題名                                      | 製作国             | 配給                 | 配給収入  |
| ---- | ----------------------------------------- | ------------------ | -------------------- | --------- |
| 1    | タイタニック                              | アメリカ合衆国の旗 | 20世紀FOX            | 160.0億円 |
| 2    | 踊る大捜査線 THE MOVIE                    | 日本の旗           | 東宝                 | 053.0億円 |
| 3    | ディープ・インパクト                      | アメリカ合衆国の旗 | UIP                  | 047.2億円 |
| 4    | 劇場版ポケットモンスター ミュウツーの逆襲 | 日本の旗           | 東宝                 | 041.5億円 |
| 5    | メン・イン・ブラック                      | アメリカ合衆国の旗 | ソニー・ピクチャーズ | 035.0億円 |
| 6    | GODZILLA                                  | アメリカ合衆国の旗 | 東宝                 | 030.0億円 |
| 7    | プライベート・ライアン                    | アメリカ合衆国の旗 | UIP                  | 024.0億円 |
| 8    | ドラえもん のび太の南海大冒険             | 日本の旗           | 東宝                 | 021.0億円 |
| 9    | エアフォース・ワン                        | アメリカ合衆国の旗 | ブエナ・ビスタ       | 020.0億円 |
| 10   | シティ・オブ・エンジェル                  | アメリカ合衆国の旗 | ワーナー・ブラザース | 017.0億円 |

#2の出典:『キネマ旬報ベスト・テン85回全史 1924-2011』キネマ旬報社〈キネマ旬報ムック〉、2012年5月、576頁。ISBN 978-4873767550。
上記以外の出典:1998年配給収入10億円以上番組 - 日本映画製作者連盟

### 全世界興行収入ランキング
| 順位 | 題名                     | スタジオ                      | 興行収入     |
| ---- | ------------------------ | ----------------------------- | ------------ |
| 1.   | アルマゲドン             | タッチストーン                | $553,709,788 |
| 2.   | プライベート・ライアン   | ドリームワークス/パラマウント | $481,840,909 |
| 3.   | GODZILLA                 | トライスター                  | $379,014,294 |
| 4.   | メリーに首ったけ         | 20世紀FOX                     | $369,884,651 |
| 5.   | バグズライフ             | ディズニー/ピクサー           | $363,398,565 |
| 6.   | ディープ・インパクト     | ドリームワークス/パラマウント | $349,464,664 |
| 7.   | ムーラン                 | ディズニー                    | $304,320,254 |
| 8.   | ドクター・ドリトル       | 20世紀FOX                     | $294,456,605 |
| 9.   | 恋におちたシェイクスピア | ミラマックス/ユニバーサル     | $289,317,794 |
| 10.  | リーサル・ウェポン4      | ワーナー・ブラザース          | $285,444,603 |

出典:“1998 Worldwide Box Office Results”.  Box Office Mojo. 2015年12月26日閲覧。

### 北米興行収入ランキング
| 順位 | 題名                                  | スタジオ                      | 興行収入     |
| ---- | ------------------------------------- | ----------------------------- | ------------ |
| 1    | プライベート・ライアン                | ドリームワークス/パラマウント | $216,540,909 |
| 2    | アルマゲドン                          | タッチストーン                | $201,578,182 |
| 3    | メリーに首ったけ                      | 20世紀FOX                     | $176,484,651 |
| 4    | バグズライフ                          | ディズニー/ピクサー           | $162,798,565 |
| 5    | ウォーターボーイ                      | ブエナ・ビスタ                | $161,491,646 |
| 6    | ドクター・ドリトル                    | 20世紀FOX                     | $144,156,605 |
| 7    | ラッシュアワー                        | ニュー・ライン・シネマ        | $141,186,864 |
| 8    | ディープ・インパクト                  | ドリームワークス/パラマウント | $140,464,664 |
| 9    | GODZILLA                              | トライスター                  | $136,314,294 |
| 10   | パッチ・アダムス トゥルー・ストーリー | ユニバーサル・ピクチャーズ    | $135,026,902 |

出典:“1998 Domestic Yearly Box Office Results”.  Box Office Mojo. 2016年1月17日閲覧。

### オーストラリア興行収入ランキング
1. プライベート・ライアン
2. バグズ・ライフ
3. メリーに首ったけ
4. 恋愛小説家
5. ウェディング・シンガー
6. ディープ・インパクト
7. ドクター・ドリトル
8. グッド・ウィル・ハンティング/旅立ち
9. アルマゲドン
10. スライディング・ドア

出典:“Australian box office data”.   Movie Marshal. 2016年1月17日閲覧。

### フランス観客動員数ランキング
1. タイタニック
2. 奇人たちの晩餐会
3. ビジター
4. TAXi
5. ムーラン
6. ライフ・イズ・ビューティフル
7. アルマゲドン
8. プライベート・ライアン
9. プリンス・オブ・エジプト
10. マスク・オブ・ゾロ

出典:“FRANCE 1998 - BOX OFFICE STORY”.   boxofficestory. 2016年1月17日閲覧。

### ドイツ観客数ランキング
1. タイタニック
2. アルマゲドン
3. ムーラン
4. モンタナの風に抱かれて アメリカ合衆国
5. ドクター・ドリトル アメリカ合衆国
6. プライベート・ライアン アメリカ合衆国
7. エネミー・オブ・アメリカ アメリカ合衆国
8. メリーに首ったけ アメリカ合衆国
9. ディープ・インパクト アメリカ合衆国
10. 恋愛小説家 アメリカ合衆国

## 日本公開映画
1998年の日本公開映画を参照。

## 受賞
- 第71回アカデミー賞
  - 作品賞 - 『恋におちたシェイクスピア』
  - 監督賞 - スティーヴン・スピルバーグ（『プライベート・ライアン』）
  - 主演男優賞 - ロベルト・ベニーニ（『ライフ・イズ・ビューティフル』）
  - 主演女優賞 - グウィネス・パルトロー（『恋におちたシェイクスピア』）

- 第56回ゴールデングローブ賞
  - 作品賞 (ドラマ部門) - 『プライベート・ライアン』
  - 主演女優賞 (ドラマ部門) - ケイト・ブランシェット（『エリザベス』）
  - 主演男優賞 (ドラマ部門) - ジム・キャリー（『トゥルーマン・ショー』）
  - 作品賞 (ミュージカル・コメディ部門) - 『恋におちたシェイクスピア』
  - 主演女優賞 (ミュージカル・コメディ部門) - グウィネス・パルトロー（『恋におちたシェイクスピア』）
  - 主演男優賞 (ミュージカル・コメディ部門) - マイケル・ケイン（『リトル・ヴォイス』）
  - 監督賞 - スティーブン・スピルバーグ（『プライベート・ライアン』）

- 第64回ニューヨーク映画批評家協会賞 - 『プライベート・ライアン』

- 第51回カンヌ国際映画祭
  - パルム・ドール - 『永遠と一日』（テオ・アンゲロプロス）
  - 監督賞 - ジョン・ブアマン（『ジェネラル 天国は血の匂い』）
  - 男優賞 - ピーター・ミュラン（『マイ・ネーム・イズ・ジョー』）
  - 女優賞 - ナターシャ・レニエ、エロディ・ブシェーズ（『天使が見た夢』）

- 第55回ヴェネツィア国際映画祭
  - 金獅子賞 - 『いつか来た道』（ジャンニ・アメリオ）

- 第48回ベルリン国際映画祭
  - 金熊賞 - 『セントラル・ステーション』（ウォルター・サレス）

- 第22回日本アカデミー賞
  - 最優秀作品賞 - 『愛を乞うひと』（平山秀幸）
  - 最優秀主演男優賞 - 柄本明（『カンゾー先生』）
  - 最優秀主演女優賞 - 原田美枝子（『愛を乞うひと』）

- 第41回ブルーリボン賞
  - 作品賞 - 『HANA-BI』
  - 主演男優賞 - ビートたけし（『HANA-BI』）
  - 主演女優賞 - 原田美枝子（『愛を乞うひと』）
  - 監督賞 - 北野武（『HANA-BI』）

- 第72回キネマ旬報ベスト・テン
  - 外国映画第1位 - 『L.A.コンフィデンシャル』
  - 日本映画第1位 -  『HANA-BI』

- 第53回毎日映画コンクール
  - 日本映画大賞 -『愛を乞うひと』

## 死去
| 日付 | 日付 | 名前                   | 国籍                            | 年齢 | 職業               |
| 1月  | 11日 | 矢代静一               | 日本の旗                        | 70   | 劇作家、脚本家     |
| 1月  | 21日 | 近藤喜文               | 日本の旗                        | 47   | アニメーター       |
| 1月  | 28日 | 石ノ森章太郎           | 日本の旗                        | 60   | 漫画家             |
| 2月  | 18日 | 福田豊土               | 日本の旗                        | 64   | 俳優               |
| 2月  | 27日 | J・T・ウォルシュ       | アメリカ合衆国の旗              | 54   | 俳優               |
| 3月  | 10日 | ロイド・ブリッジス     | アメリカ合衆国の旗              | 85   | 俳優               |
| 3月  | 11日 | 堺左千夫               | 日本の旗                        | 72   | 俳優               |
| 3月  | 25日 | ダニエル・マッセイ     | イングランドの旗                | 64   | 俳優               |
| 4月  | 3日  | チャールズ・ラング     | アメリカ合衆国の旗              | 96   | 撮影監督           |
| 4月  | 20日 | 稲葉義男               | 日本の旗                        | 77   | 俳優               |
| 4月  | 23日 | 大泉滉                 | 日本の旗                        | 73   | 俳優               |
| 5月  | 2日  | hide                   | 日本の旗                        | 33   | ミュージシャン     |
| 5月  | 9日  | アリス・フェイ         | アメリカ合衆国の旗              | 83   | 女優               |
| 5月  | 14日 | フランク・シナトラ     | アメリカ合衆国の旗              | 82   | 歌手・俳優         |
| 5月  | 19日 | 高田浩吉               | 日本の旗                        | 86   | 俳優・歌手         |
| 5月  | 28日 | フィル・ハートマン     | カナダの旗 · アメリカ合衆国の旗 | 49   | 俳優・コメディアン |
| 6月  | 27日 | 牧冬吉                 | 日本の旗                        | 67   | 俳優               |
| 6月  | 27日 | モーリン・オサリヴァン | アイルランドの旗                | 87   | 女優               |
| 7月  | 9日  | 幸田宗丸               | 日本の旗                        | 68   | 俳優               |
| 7月  | 20日 | 須賀不二男             | 日本の旗                        | 78   | 俳優               |
| 7月  | 21日 | ロバート・ヤング       | アメリカ合衆国の旗              | 91   | 俳優               |
| 8月  | 1日  | エヴァ・バルトーク     | ハンガリーの旗                  | 71   | 女優               |
| 8月  | 5日  | 伊吹聰太朗             | 日本の旗                        | 69   | 俳優               |
| 8月  | 21日 | E・G・マーシャル       | アメリカ合衆国の旗              | 84   | 俳優               |
| 8月  | 31日 | 笹岡繁蔵               | 日本の旗                        | 50   | 声優               |
| 9月  | 3日  | 椎橋重                 | 日本の旗                        | 50   | 声優               |
| 9月  | 5日  | 堀田善衛               | 日本の旗                        | 80   | 小説家             |
| 9月  | 6日  | 黒澤明                 | 日本の旗                        | 88   | 映画監督           |
| 9月  | 21日 | クララ・カラマイ       | イタリアの旗                    | 89   | 女優               |
| 10月 | 2日  | ジーン・オートリー     | アメリカ合衆国の旗              | 91   | パフォーマー       |
| 10月 | 3日  | ロディ・マクドウォール | イギリスの旗                    | 70   | 俳優               |
| 10月 | 17日 | ジョーン・ヒクソン     | イギリスの旗                    | 92   | 女優               |
| 11月 | 5日  | 河内桃子               | 日本の旗                        | 66   | 女優               |
| 11月 | 11日 | 淀川長治               | 日本の旗                        | 89   | 映画評論家         |
| 11月 | 17日 | エスター・ローレ       | アメリカ合衆国の旗              | 78   | 女優               |
| 11月 | 19日 | アラン・J・パクラ      | アメリカ合衆国の旗              | 70   | 映画監督           |
| 11月 | 20日 | 太宰久雄               | 日本の旗                        | 74   | 俳優               |
| 12月 | 14日 | ノーマン・フェル       | アメリカ合衆国の旗              | 74   | 俳優               |
| 12月 | 30日 | 木下惠介               | 日本の旗                        | 86   | 映画監督           |